# Turó del Samont
Turó del Samont är en kulle i Spanien.   Den ligger i provinsen Província de Barcelona och regionen Katalonien, i den östra delen av landet, 500 km öster om huvudstaden Madrid. Toppen på Turó del Samont är 1 272 meter över havet. Turó del Samont ingår i Massís del Montseny.
Terrängen runt Turó del Samont är huvudsakligen kuperad, men österut är den bergig. Runt Turó del Samont är det ganska glesbefolkat, med 43 invånare per kvadratkilometer. Närmaste större samhälle är Granollers, 17,1 km söder om Turó del Samont. I omgivningarna runt Turó del Samont växer i huvudsak blandskog.